# بشکه‌چه شگرف
بشکه‌چه شگرف (نام علمی: Dolioletta mirabilis) نام یک گونه از رده سالپ‌سانان است.